# クリスティアン・クラハト
クリスティアン・クラハト（Christian Kracht、1966年12月29日 - ）は、スイス出身の小説家、脚本家、ジャーナリスト。

## 来歴
スイス・ベルン州のザーネンに生まれる。スイスのインターナショナル・スクールや、カナダのLakefield College School、またドイツのSchule Schloss Salemなどの私立学校に通った。アメリカのサラ・ローレンス大学で文学と映画学を学んだ後、雑誌『Tempo』の編集者となる。その後、雑誌『シュピーゲル』(Der Spiegel)のインド特派員、日曜版ヴェルト紙(Welt am Sonntag)の旅行コラムニスト、日刊紙フランクフルター・アルゲマイネ・ツァイトゥング(Frankfurter Allgemeine Zeitung)のコラムニストなどを務めた。1995年に小説『ファーザーラント』(Faserland)で作家としてデビュー。2001年、2作目となる『1979』(1979)を発表。2004年から2008年まで、作家のエックハルト・ニッケルと共に、ネパールのカトマンズにて雑誌『Der Freund』を刊行していた。2008年、3作目の小説『僕はここにいるだろう、日向に、陰に』(Ich werde hier sein im Sonnenschein und im Schatten)を発表。2012年、4作目となる『帝国』(Imperium)を発表し、この作品で、ウィルヘルム・ラーベ文学賞（2012年）を受賞。2013年には、Frauke Finsterwalderが監督を務めた長編映画”Finsterworld”の脚本を、Finsterwalderと共に執筆。2016年、最新作となる5作目『死者たち』(Die Toten)を発表。スイス書籍賞受賞。2016年ヘルマン・ヘッセ文学賞受賞。2017年9月、ドイツの文芸批評雑誌text + kritikにて特集号が組まれる。2018年5月、フランクフルト詩学講義に招聘された。2021年、6作目の小説『ユーロトラッシュ』(Eurotrash)を発表。2023年、Finsterwalder監督の長編映画"SISI&ICH"の脚本をFinsterwalderと執筆した。

## 受賞歴
- アクセル・シュプリンガーの若手ジャーナリスト賞（1993年）
- ヴェッツラー市幻想文学賞（2009年）
- ベルン州文学賞（2012年）
- ヴィルヘルム・ラーベ文学賞（2012年） "Imperium"
- ドイツ映画批評賞（2013年） 映画脚本 "Finsterworld"(Frauke Finsterwalderと共著)
- ヘルマン•ヘッセ文学賞（2016年）
- スイス書籍賞（2016年） "Die Toten"
- フランクフルト詩学講義招聘（2018年）

## 主要作品
- ファーザーラント(Faserland、1995年)
- 1979(1979, 2001年)
- 僕はここにいるだろう、日向に、陰に (Ich werde hier sein im Sonnenschein und im Schatten, 2008年)
- 五年(Five Years、デビッド・ウッダードと共著、2011年)
- 帝国(Imperium, 2012年)
- 死者たち(Die Toten, 2016年)
- ユーロトラッシュ(Eurotrash, 2021年)

## 映画脚本
- Finsterworld (2013年)
- SISI&ICH（2023年）

## 日本語訳作品
- 『ファーザーラント』(Faserland 1995年) 越智和弘訳、三修社、1996年  ISBN 4-384-00522-9

## 翻訳
クラハトの小説作品は、これまで数多くの言語に翻訳され、その数は30以上の言語に上る。とりわけ、小説『帝国』(Imperium)は、スペイン語、韓国語、トルコ語、デンマーク語、ロシア語、ルーマニア語、クロアチア語、ハンガリー語、ヘブライ語、英語、マケドニア語、エストニア語、スウェーデン語、イタリア語、ノルウェー語、チェコ語に現在翻訳されている。